# NGT48の出演一覧
NGT48の出演一覧（エヌジーティーフォーティーエイトのしゅつえんいちらん）は、アイドルグループNGT48が主催・客演するイベントへの出演およびNGT48のメディア出演の一覧記事である。NGT48がグループとして出演するメディア作品を挙げる。メンバー個人での出演についてはNGT48#メンバーの個別記事または#各メンバーの出演を参照。

## テレビドラマ
- AKBラブナイト 恋工場（2016年4月21日 - 9月29日、テレビ朝日） - 柏木由紀・北原里英・高倉萌香[1]
- ひぐらしのなく頃に（2016年5月20日 - 6月24日、BSスカパー!） - 主演：加藤美南・中井りか・清司麗菜・本間日陽[2][3]
- ひぐらしのなく頃に 解（2016年11月25日 - 12月16日、BSスカパー!） - 主演：加藤・中井・清司・本間[4][5]
- 豆腐プロレス（2017年1月22日 - 7月2日、テレビ朝日） - 山田野絵・中井・加藤[6]
- 仮面ライダーエグゼイド 第37話（2017年7月2日、テレビ朝日） - 女子高生 役（佐藤杏樹・菅原りこ）[7][8]
- マジムリ学園（2018年7月26日 - 9月27日、日本テレビ） - 本間・荻野由佳・加藤・山口真帆・村雲颯香・太野彩香・西村菜那子・髙橋真生[9][10]
- 新潟民放4局合同ミニドラマ「夜明けまえの彼女たち」- 主演：本間[11]
  - 「人を想うこと」（12月3日・10日・17日、UX新潟テレビ21「まるどりっ！UP」内）- ヒロイン：真下華穂、佐藤海里
  - 「不器用さについて」（12月3日・10日・17日、NST新潟総合テレビ「潟ちゅーぶ」内）- ヒロイン：小越春花
  - 「未来を想像して」（12月3日・10日・17日、BSN新潟放送「土曜ランチTVなじラテ。」内）- ヒロイン：古舘葵
  - 「“好き”とは？」（12月4日・11日・18日、TeNYテレビ新潟「新潟一番サンデープラス」内）- ヒロイン：中井

## バラエティ・情報番組
現在のレギュラー番組
- AKB48 ネ申テレビ（2016年5月22日 - 不定期出演、ファミリー劇場）[12]

過去のレギュラー番組
- AKB48 SHOW!（2015年9月5日 - 2019年3月24日 不定期出演、NHK BSプレミアム）[13][14]
- AKB48の今夜はお泊まりッ（2015年10月6日 - 12月22日、日本テレビ）[15]
- スマイルスタジアムNST（2015年11月7日 - 2019年1月12日 不定期出演、新潟総合テレビ）[16]
- AKBと××!（2015年11月25日 - 2016年3月23日 不定期出演、読売テレビ）[17]
- ココだけNGT48（2015年12月1日 - 2019年3月、NCV ニコニコケーブルテレビ）[18]
- HKT48 vs NGT48 さしきた合戦（2016年1月12日 - 3月29日、日本テレビ）[19]
- AKBINGO!（2016年1月13日 - 2019年9月25日 不定期出演、日本テレビ）[20]
- NGT48ばかうけ開発プロジェクトTV（2016年6月14日 - 7月12日・7月16日〈完結編〉、新潟テレビ21）[21]
- NGT48のにいがったフレンド!（2017年1月17日 - 2019年3月26日、テレビ新潟）[22]
- PRODUCE 48（2018年6月15日 - 8月31日、Mnet / BSスカパー!） - 長谷川玲奈・山田
- 嗚呼!NGT48らーめん部（2021年1月14日 - 2024年3月29日、テレビ新潟）[23]
- ロッチ×NGT48のアイドルってなんだ?（2022年2月1日 - 7月5日、テレビ新潟）[24]

## 特別番組
- NGT48－新潟を変える少女たち〜“1期生”の夏独占密着〜（2015年9月5日、テレビ新潟）[25]
- NGT48 北原・柏木・西潟・荻野が行く 新潟・佐渡の旅（2015年9月12日、新潟テレビ21） - 荻野・柏木・北原・西潟茉莉奈[26]
- NGT48劇場こけら落とし 完全生中継（2016年1月10日、ファミリー劇場）[27]
- 第67回NHK紅白歌合戦（2016年12月31日、NHK総合） - 柏木・加藤・北原・中井（「AKB48 夢の紅白選抜」として）[28]。
- テレ東音楽祭2017（2017年6月28日、テレビ東京）[29]
- 音楽の日（2017年7月15日、TBS）[30]
- 躍進!NGT48～“新潟から全国へ"少女達の2年～（2017年7月30日、テレビ新潟）[31]
- ベストアーティスト2017（2017年11月28日、日本テレビ）[32]
- 2017 FNS歌謡祭（2017年12月13日、フジテレビ）[33]
- 第68回NHK紅白歌合戦（2017年12月31日、NHK総合） - 荻野・柏木・加藤・北原・中井・西潟・本間・山口 （「AKB48紅白選抜」として）[34]
- NGT48のホームパーティー!!祝!卒業 北原里英がいっちゃん好きなんさSP（2018年3月25日、テレ朝チャンネル1）[35]
- NGT48 新章へ（2018年5月19日 - 26日、テレビ新潟）[36]
- 2018 FNS歌謡祭（2018年12月12日、フジテレビ）[37]
- 第69回NHK紅白歌合戦（2018年12月31日、NHK総合） - 荻野・柏木・中井（AKB48選抜メンバーとして）[38]
- 金よう夜きらっと新潟 近すぎたアイドル 〜岐路に立つNGT48（2019年5月31日、NHK新潟放送局）[39]

## ラジオ
- NGT48のみんな神対応!! ラジオあくしゅ会!!（2015年10月2日 - 2019年3月27日、FM-NIIGATA）[40][41]
- PORT DE NGT（2015年10月3日 - 2019年3月30日、FM PORT）[42]
- AKB48の"私たちの物語"（2015年11月6日 - 2019年3月23日 不定期出演、NHK-FM）[43]
- AKB48のオールナイトニッポン（2016年1月7日 - 2019年3月28日 不定期出演、ニッポン放送）[44]
- NGT48のガチ!ガチ?総選挙（2016年2月1日 - 3月21日、BSNラジオ）[45][46]
- NGT48のガチ!ガチ?カウントダウン!（2016年3月28日 - 2019年3月25日[注 1]、BSNラジオ）[47]
  - NGT48のガチ!ガチ?トーク（2016年2月1日 - 2019年3月25日[注 1]、BSNラジオ）
- NGT48のえっさこいさRADIO（2021年7月5日 - 、FM-NIIGATA）[48]
- 一瞬のラジオ（2024年8月6日 - 27日予定、文化放送「ハナコ 秋山寛貴のレコメン!」内）[49]

### 特別番組
- NGT48のWelcome back radio（2022年2月20日、BSNラジオ）[50]
- NGT48のえっさこいさRADIO Special -未完成の未来-（2022年6月13日、FM-NIIGATA）[51]
- NGT48のオールナイトニッポンX（ニッポン放送）
  - （2022年6月23日深夜）[52]
  - （2023年1月5日）[53]
- Mラジ Music Treasures〜月刊ラジオトークNGT48スペシャル〜（2023年1月26日、MBSラジオ）[54]

## インターネットラジオ
- NGT48のSWEET HOMEROOM（2016年1月14日 - 2017年6月29日、楽天トラベルFM）[55]
- NGT48ラジオ部（2022年2月8日 - 、Radiotalk） - 小熊・藤崎・真下[56]

## 朗読劇
- リーディングシアター「恋工場」（2016年9月25日、ベルサール渋谷ガーデンCホール） - 15:00公演：荻野・北原・高倉・中井・西潟、19:30公演：加藤・山口[57]

## イベント
- NSTまつり2015（2015年9月26日、NST本社 / 万代シテイ） - 大滝友梨亜・小熊倫実・髙橋真・中村歩加・水澤彩佳[58]
- 君に会いたかったから! NGT48全員揃えちゃいましたLIVE〜まだまだNSTまつりは終わらない〜（2015年10月3日、NST特設ステージ）[59]
- TeNY開局35周年 てとフェス おかげさまで新潟一番20年（2015年10月11日、新潟市中央区・朱鷺メッセ） - 角ゆりあ・佐藤杏・菅原・太野・中村・西村・村雲[60]
- UX ほっとほっとフェスタ（2015年11月1日、新潟市中央区・新潟市産業振興センター） - 高倉・北原・奈良未遥・西潟・本間[61]
- WJBLオールスター2016 in 新潟 ハーフタイムショー（2016年1月16日、長岡市シティホールプラザアオーレ長岡） - 大滝・角・日下部愛菜・清司・西村・水澤・宮島亜弥[62]
- 北陸新幹線糸魚川駅開業1周年記念イベント（2016年3月20日、糸魚川市・糸魚川駅アルプス口特設ステージ） - 高倉・中井・角・髙橋真・宮島[63]
- 弁天潟さくらまつり（2016年4月17日、弁天潟風致公園） - 菅原・長谷川・本間[64]
- 白根大凧合戦関連イベント（2016年6月2日） - 西潟・水澤[65]
  - 白根大凧合戦市中パレード（白根本町通）
  - 笹川邸特別茶会（旧笹川家住宅）
- 食King Agakita+2016（2016年6月25日、新発田市・アイネスしばた） - 菅原・日下部・中村・奈良・宮島[66]
- 第2回新潟競馬開催日イベント Summer馬フェス。（2016年7月30日、新潟市北区・新潟競馬場） - 荻野・村雲・山口・中村・西村[67][68][69]
- NSTまつり2016（2016年9月24日、NST本社 / 万代シテイ） - 小熊・北原・長谷川・角・中村[70][71]
- NGT48劇場1周年記念 49000人を魅了したNGT48の魂!（2017年1月9日 - 10日）[注 2][72][73][74]
  - 劇場オープン1周年記念特別セレモニー（1月9日、万代シテイパーク）
  - NGT48劇場オープン1周年特別イベント（1月10日、NGT48劇場）
- 南魚沼市雪まつり（2017年2月11日、南魚沼市・六日町大橋下 魚野川河川敷特設会場）加藤・佐藤杏・髙橋真・西潟・宮島[75]
- 第68回十日町雪まつり 雪上カーニバル（2017年2月18日、十日町市・城ケ丘ピュアランド特設会場）[76]
- 現美新幹線運行開始1周年記念 出発イベント（2017年4月29日、新潟市中央区・新潟駅） - 佐藤杏・奈良[77]
- 新潟アルビレックス・ベースボール・クラブ「コメリサンクスデー」（2017年4月29日、新潟市中央区・HARD OFF ECOスタジアム新潟） - 北原・長谷川・髙橋真・中村・西村[78]
- NGT48 No.1お○カ様決定戦!（2017年6月9日、NGT48劇場）[79]
- にしおぎ合戦!（2017年6月14日、NGT48劇場）[79]
- NSTまつり2017（2017年9月23日、NST本社 / 万代シテイ） - 加藤・菅原・西潟・清司・宮島[80]
- アルヴェ クリスマスフェスタ2017（2017年12月24日、秋田拠点センターアルヴェ） - 荻野・清司・西村・本間・村雲[81]
- NGT48劇場オープン2周年特別企画イベント[82]
  - 前々夜祭特別ライブ、ギネス世界記録挑戦第1弾（2018年1月8日、万代シテイパーク）
  - ギネス世界記録挑戦第2弾（2018年1月9日、NGT48劇場）
- 第69回十日町雪まつり 雪上カーニバル（2018年2月17日、十日町市・城ヶ丘ピュアランド特設会場） - 荻野・小熊・佐藤杏・菅原・太野・本間・山口・中村・奈良・西村[83]
- NGT48祭り〜万代島編〜（2018年4月13日、新潟市中央区・万代島多目的広場）[84]
- 第7回 東京拘置所矯正展 〜「まち」とともに〜（2018年9月29日、東京拘置所） - 中井・西村[85]
- 長岡米百俵フェス（2018年10月6日、長岡市・東山ファミリーランド）[86]
- 新潟開港150周年×NGT48劇場3周年記念イベント～いいよ今日は！　思いっきり遊んじゃえ祭り～（2019年1月12日、新潟市中央区・万代島多目的広場）[87]
- 第70回十日町雪まつり 雪上カーニバル（2019年2月16日、十日町市・城ヶ丘ピュアランド特設会場）[88] - 出演予定だったが中止
- ドラフト3期研究生 1周年記念イベント ここがロドスだ、ここで跳べ！〜選んで頂きありがとうございます！〜(2019年2月25日、NGT48劇場)[89]
- 最高の新潟ラーメン祭（2019年3月30日-31日、新潟市西区・道の駅新潟ふるさと村）[90] - 出演予定だったが中止

## 舞台
- 博多座開場20周年記念公演「仁義なき戦い〜彼女（おんな）たちの死闘編〜」（2019年11月、博多座） - 荻野・清司・中村・西潟・西村・本間[91]

## ネット配信
- NGT48の劇場OPEN直前大晦日生放送! 来年、新潟から日本全国へと駆け抜けちゃうぞSP!（2015年12月31日、ニコニコ生放送）[92]
- NGT48 LIVE!! ON DEMAND（2016年1月10日 - 、DMM.com） - NGT48劇場での劇場公演をライブおよびアーカイブ配信[93]
- HKT48×NGT48 食少女（2016年1月12日 - 3月29日、Hulu）[94]
- NGT48メンバー全員生出演 ニコ生クリスマス特番（2021年12月24日、ニコニコ生放送）

### Web連載
- STREET JACK デビューシングル「青春時計」発売記念!特別インタビュー（2017年4月4日 - 4月29日、BEST TIMES）[95][96]

## CM・広告
- レジーナリュクシー
  - REGINA×NGT48 スペシャルコラボムービー（2015年10月9日 - 終了日不詳） - 高倉・太野・中井・西潟・山口[注 3]・大滝・小熊・角・日下部・佐藤杏・菅原・清司・髙橋真・中村・長谷川・水澤[97]
  - REGINA×NGT48 劇場オープン直前記念! ホッとREGINAキャンペーン（2016年1月4日 - 2月21日） - 高倉・太野・中井・西潟・山口[98]
- 一正蒲鉾
  - おせち2015年度「一正のおせち2016 かまぼこ900年」篇（2015年11月21日 - 終了、新潟・北海道地区限定） - 荻野・加藤・角・北原・日下部・高倉・西潟[99][100][101]
  - 減塩商品シリーズ（2016年7月15日 - 2019年1月15日）[99]
    - 「サラダスティック×かとみな」篇 - 加藤・北原
    - 「まめかま×おかっぱ」篇 - 高倉・北原
    - 「さつま揚×ひなたん」篇 - 本間・北原[102]

  - うなる美味しさ うな次郎
    - うな次郎キャラ篇（2017年6月16日 - 2019年1月15日） - 荻野[103]
    - ほとんど丑の日篇（2017年7月3日 - 7月26日） - 荻野・菅原・太野・長谷川・本間[103]
- ローソン
  - NGT48いくぞ! ローソンキャンペーン（2015年11月24日 - 11月30日、新潟県限定） - 北原・中井・奈良・西潟・山田[104]
  - NGT48×ローソン お米ふっくら炊き隊キャンペーン（2016年8月23日 - 9月5日、関東・甲信越地区限定） - 北原・佐藤杏・太野・村雲[105]
  - NGT48×ローソン おいしいパンをつくり隊キャンペーン（2018年9月25日 - 10月8日、関東・甲信越地区限定） - 荻野・菅原・清司・藤崎未夢[106]
- 栗山米菓『ばかうけ』（2015年10月8日 - 2019年1月31日） - 荻野・加藤・北原・西潟・山口（ばかうけPR大使）[107][108]
  - 「ばかうけの聖地 ばかうけ稲荷」篇（2016年6月17日 - 2019年1月31日）[109][110]
  - 「せんべい王国」篇（2016年7月15日 - 2019年1月31日）[111]
- 第四銀行
  - 「だいしでいこう!」篇（2016年1月4日 - 2019年2月28日）「だいしでいこう!」デビューキャンペーン篇（2016年1月12日 - 6月30日） - 小熊・加藤・北原・高倉[112]
  - だいしWillink「おトクなカード」篇（2016年4月1日 - 2019年2月28日） - 中井・西潟・村雲・山口[113]
  - 「だいしでいこう!」ライフステージ篇（2018年3月1日 - 2019年2月28日） - 荻野・長谷川・本間・宮島[114][115]
- 車検のコバック（2016年1月5日 - 、コバック） - 北原・水澤・山口[116][117]
- 東日本旅客鉄道（JR東日本）新潟支社
  - TYO「ときめき、TYO」篇（2016年3月7日 - 2019年3月31日） - 高倉・加藤・中井・太野・北原・西潟・荻野[118][119][120][121]
  - サイネージ（2017年3月31日 - 2019年3月31日）[122][123]
    - 新潟駅 - 高倉[123]
    - 燕三条駅 - 西潟[123]
    - 長岡駅 - 宮島[123]
    - 越後湯沢駅 - 荻野[123]
    - 上越妙高駅 - 角[123]
    - 柏崎駅 - 太野（2017年9月1日 - 2019年3月31日）[124]
    - 東三条駅 - 髙橋真（2017年9月1日 - 2019年3月31日）[124]
    - 新津駅 - 小熊（2017年9月1日 - 2019年3月31日）[124]
    - 新発田駅 - 長谷川（2017年9月1日 - 2019年3月31日）[124]
    - 村上駅 - 本間（2017年9月1日 - 2019年3月31日）[124]
- 菊水酒造『菊水×NGT48』（2016年6月17日 - 2019年2月28日）[125]
  - グラフィックギャラリー（2016年6月17日 - 2019年2月28日） - 北原・山口・西潟・水澤・大滝[126]
  - 「日本酒のモノ・コト」篇（2016年11月19日 - 2019年2月28日） - 北原[127]
- イオンリテール 北関東・新潟カンパニー『イオン×NGT48』
  - ハッピーイオンフェスティバル（2016年7月 - 2019年3月31日） - 西潟・山口・奈良・宮島[128]
  - イオンの火曜市（2016年8月 - 2019年3月31日） - 中井・中村・西村・水澤
- NGT48×新潟TSUTAYA 夏のトキめきキャンペーン（2016年7月15日 - 8月31日、TSUTAYA） - 新潟エリア限定[129][130]
- 『第2回AKB48グループ チーム対抗大運動会』DVD&BD（2016年9月、AKS） - チームNIII[131]
- らあめん花月嵐『燕三条系ラーメン旬香』（2016年10月5日 - 終了日不詳、グロービート・ジャパン） - 北原・村雲[132][133]
- ニューメディア NCV新潟センター
  - NCVスマートテレビ（2017年2月 - ） - 加藤・本間[134][135][136][137]
  - NCVかいてき光（2017年7月 - ） - 山田・宮島
- DEOBALL（デオボール） (R) 『いい汗かこうプロジェクト』（2017年4月27日 - 2019年2月28日、ロート製薬）[138]
- Xperia×NGT48「旅する3Dフィギュアフォトコンテスト」（2017年11月16日 - 2018年1月15日、ソニーモバイルコミュニケーションズジャパン / DMM.com） - 荻野・加藤・北原・長谷川・本間[139]

## 広報
- 新潟県・JA全農にいがた 「新潟米コシヒカリ×NGT48」スペシャルムービー（2015年10月19日 - 2019年3月31日）[140][141][142]
- 新潟市
  - 新潟暮らしプロモーションムービー（2015年11月19日 - 2019年3月31日） - 主演：太野[143]
  - 新潟市消防団入団募集（2017年2月 - 2019年3月31日） - 本間・西村・日下部・清司[144]
  - TEAM Nii port（2017年8月 - 2019年3月31日 、新潟開港150周年記念事業実行委員会） - スペシャルクルー[145]
- 新潟商工会議所『NGT48×新潟商工会議所』
  - NIIGATA(ここ)から始まるミライがある（2015年11月24日） - 荻野・北原・西潟[146]
  - 古町フルスマイル!（2016年6月14日） - 小熊・加藤・佐藤杏[147]
  - 新潟開港150周年スペシャルムービー（2018年1月29日） - 荻野・日下部・菅原・長谷川・山田[148]
- 新潟市南区 PR大使
  - （2016年2月25日 - 2017年3月10日）- 加藤・水澤[149][150]
  - （2017年3月11日 - 2019年3月31日）-  加藤・中村[150]
- 第24回参議院議員通常選挙 啓発CM「なかよくゴー!投票へ!」（2016年6月22日 - 7月10日、新潟県選挙管理委員会） - 太野・奈良[151][152]

## 各メンバーの出演
清司麗菜
- 舞台
  - 宇宙よりも遠い場所（2023年5月17日 - 21日、東京・渋谷区文化総合センター大和田・伝承ホール） - 玉木リン 役[153]

本間日陽
- ラジオ
  - ひなたまつり（2021年4月3日 - 、BSNラジオ） - パーソナリティー[154]
- 広報
  - 「日本一の米どころから、あなたへ。」新潟の米 コシヒカリ（2017年、新潟県）[155]

村雲颯香
- 映画
  - 映画しまじろう まほうのしまのだいぼうけん（2018年3月9日、東宝） - 可愛い小さな魔法使い 役[156]